# Список умерших в 1231 году

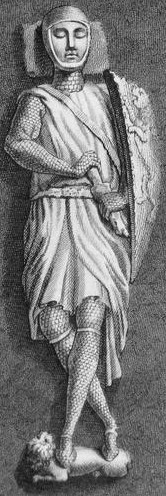
Уильям Маршал, 2-й граф Пембрук

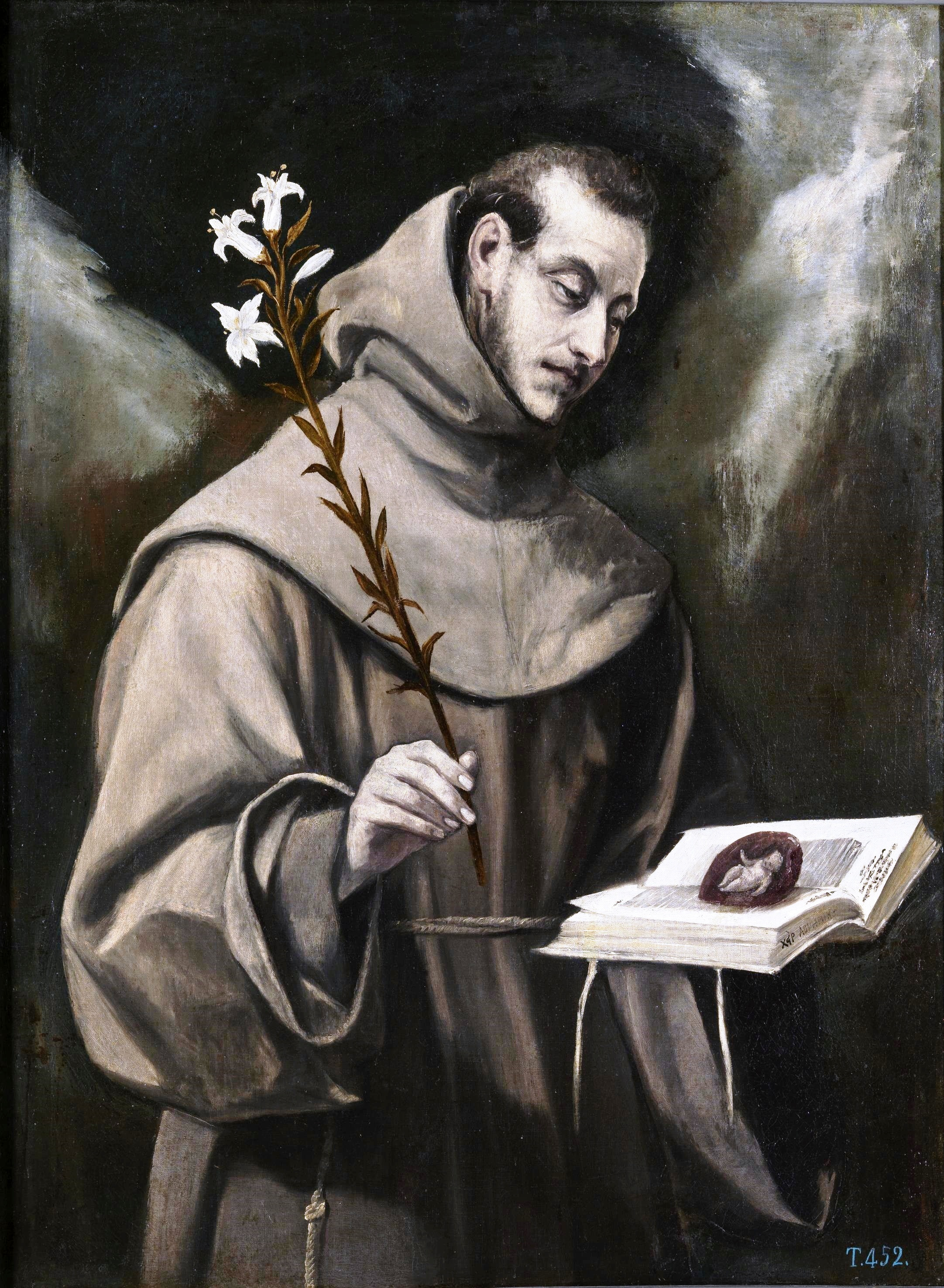
Антоний Падуанский

Джелал ад-Дин Манкбурны

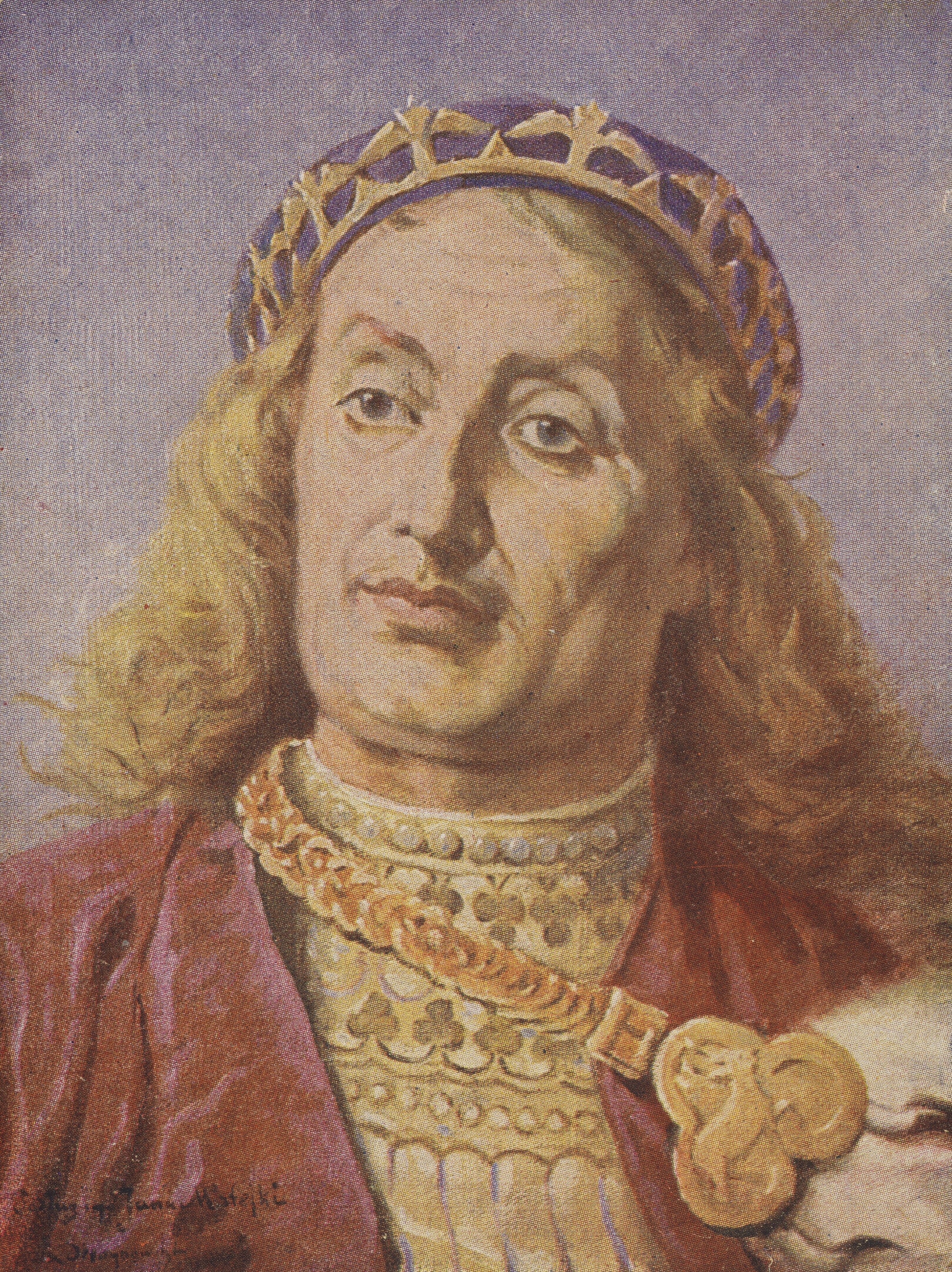
Владислав III Тонконогий

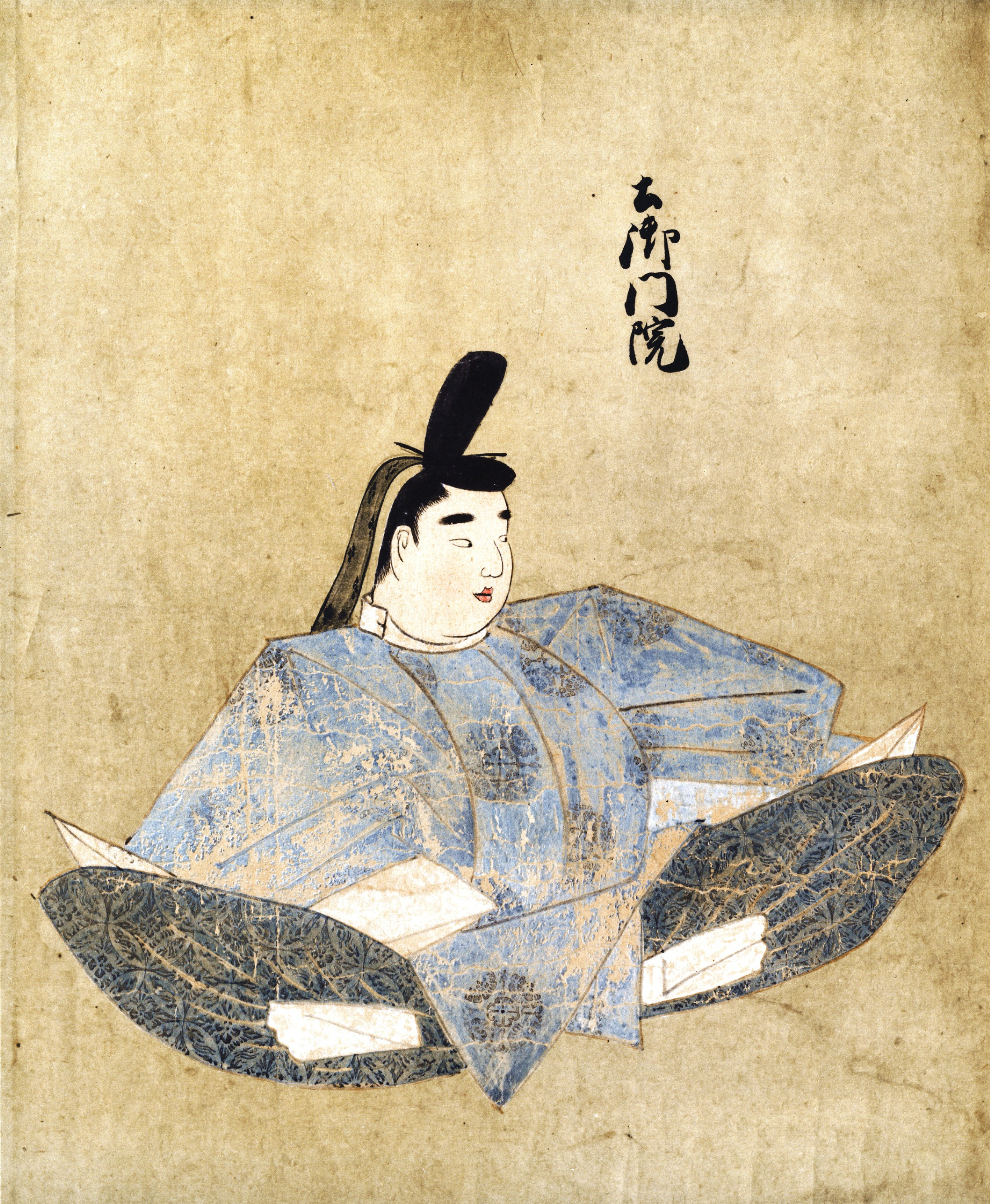
Император Цутимикадо

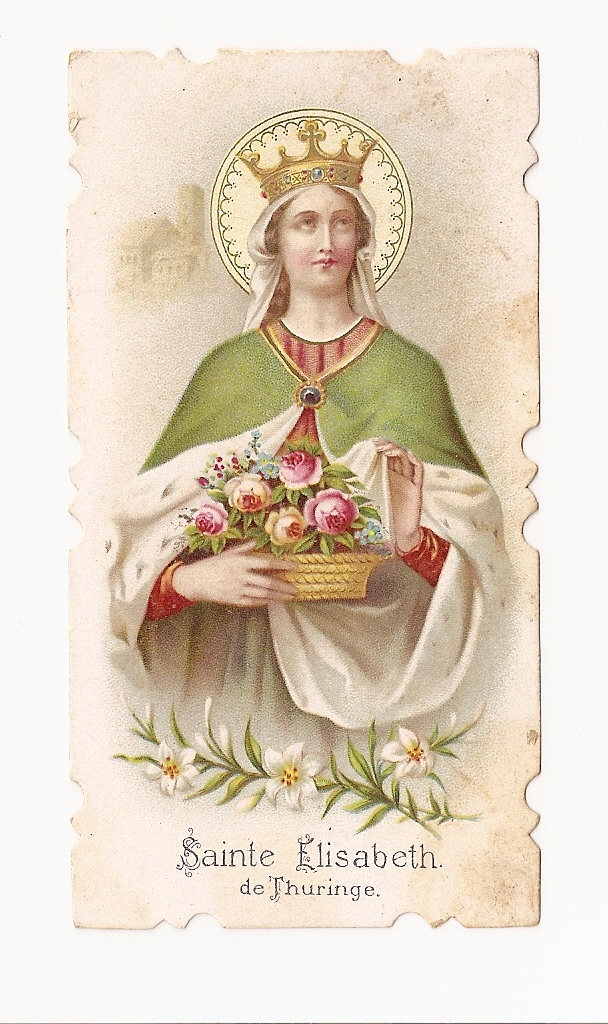
Елизавета Венгерская

В этой статье представлен список известных людей, умерших в 1231 году.
См. также: Категория:Умершие в 1231 году

## Январь
- Робер де Аблеж[фр.] — епископ Байё (1206—1231)

## Февраль
- 8 февраля — Этьен IV де Шалансон[фр.] — епископ Ле-Пюи (1220—1231)

## Март
- 9 марта — Мейнхард II — граф Горицы (1220—1231) из Горицкой династии.
- 15 марта — Бартелеми — Кардинал-священник Санта-Пуденциана (1227—1231)
- 19 марта — Рапото II — пфальцграф Баварии (1208—1231), граф Крайбурга (1186—1231)

## Апрель
- 6 апреля — Уильям Маршал, 2-й граф Пембрук — граф Пембрук и лорд-маршал Англии (1219—1231)

## Май
- 7 мая — Беатрис II — пфальцграфиня Бургундии (1205—1231)
- 22 мая — Ульшальк[нем.] — епископ Гурка (1217—1220)

## Июнь
- 13 июня — Антоний Падуанский (35) — католический святой, проповедник, Учитель Церкви, один из самых знаменитых францисканцев, покровитель Лиссабона и Падуи, покровитель бедных и путешествующих
- Джакомо II[итал.]	— епископ Турина (1226—1231)

## Июль
- 2 июля — Генрих I — первый маркграф Баден-Хахберга (1212—1231)
- 9 июля — Генрих II фон Дишинген[нем.] — епископ Айхштета (1228—1231)
- 11 июля — Агнесса де Боже — графиня-консорт Шампани (1222—1231), жена Тибо IV.
- 29 июля — Савари де Молеон, французский трубадур и воин.

## Август
- 3 августа — Ле Грант, Ричард — архиепископ Кентерберийский (1229—1231).
- 15 августа — Джелал ад-Дин Манкбурны — последний хорезмшах (1220—1231), убит.
- 28 августа — Элеонора Португальская — королева-консорт Дании (1229—1231), жена Вальдемара Молодого.

## Сентябрь
- 3 сентября — Гильом II де Дампьер[англ.] — сеньор Дампьера	(1216—1231), муж графини Фландрии Маргариты II, родоначальник фландрской ветви дома Дампьер
- 15 сентября — Людвиг I Кельгеймский (57) — герцог Баварии (1183—1231), пфальцграф Рейнский (1214—1227), убит.

## Ноябрь
- 3 ноября — Владислав III Тонконогий — Князь Польши (Кракова) (1202—1206, 1227—1229)
- 6 ноября — Император Цутимикадо (35) — Император Японии (1198—1210).
- 8 ноября — Абдул-Латиф аль-Багдади — иракский учёный
- 17 ноября — Елизавета Венгерская (24) — принцесса из венгерской династии Арпадов, ландграфиня-консорт Тюрингии (1220—1227), святая римско-католической церкви, францисканская терциарка, покровительница францисканцев-терциариев, медработников, пекарей и членов благотворительных обществ, покровительница Тюрингии и Гессена.
- 28 ноября — Вальдемар Молодой — король Дании (1215—1231), соправитель отца Вальдемара II, погиб на охоте

## Декабрь
- 7 декабря — Рихарда Баварская — графиня-консорт Гелдерна (1184—1207), жена Оттона I
- 11 декабря — Ида фон Нивелес[нем.] — нидерландская монахиня и мистик, святая римско-католической церкви.
- 25 декабря — Фолькет Марсельский — провансальский трубадур, епископ Тулузы (1206—1231)

## Дата неизвестна или требует уточнения
- Баха ад-Дин Валад — учитель фикха, руководитель центрального медресе в Конье. Отец знаменитого суфия Джалаладдина Руми
- Бертран де Тесси — Великий магистр ордена иоаннитов (1228—1231)
- Брокар Кармельский — руководитель ордена кармелитов, святой римско-католической церкви[1].
- Внезд Водовик — новгородский посадник (1229—1230)
- Герольд фон Вальдек[нем.] — епископ Фрайзинга (1220—1230).
- Годред III, король Островов (1231).
- Гонсало Родригес Хирон, майордом Королевства Кастилия (1198—1216, 1217—1231).
- Елизавета Бранденбургская[англ.] — маркграфиня Тюрингии (1228—1231), жена Генриха IV Распе
- Жан д’Орбе — французский архитектор, первый архитектор Реймсского собора.
- Елюй Тухуа, военачальник Чингисхана.
- Исо фон Вёлпе[нем.] — епископ Вердена (1205—1231)
- Йон Харальдссон[англ.] — последний норвежский ярл Оркни (1206—1231)
- Осберт Данблейнский[англ.] — епископ Данблейна (1226/1227—1231).
- Томас, гэльский принц и авантюрист.
- Эд III де Пороэт — последний граф де Пороэт (1170—1231).
- Энрико II дель Карретто, маркграф марки Ди Финале, титулярный маркграф марки Савона.
- Эрумба Урхельская — графиня Урхеля (1208—1231)